# Florian Flick
Florian Flick (Mannheim, 1º maggio 2000) è un calciatore tedesco, centrocampista del Norimberga.

## Caratteristiche tecniche
È un centrocampista difensivo.

## Carriera

### Club
Cresciuto nel settore giovanile del Waldhof Mannheim, debutta in prima squadra il 23 settembre 2019 in occasione dell'incontro di 3. Liga vinto 3-0 contro l'Uerdingen 05. Al termine della stagione viene acquistato a titolo definitivo dallo Schalke 04. Ha giocato la sua prima partita in Bundesliga contro TSG Hoffenheim l'8 maggio 2021. Una settimana dopo, ha segnato il suo primo gol in Bundesliga contro Eintracht Frankfurt.

### Nazionale
Ha giocato nella nazionale tedesca Under-21.

## Statistiche
Statistiche aggiornate al 22 maggio 2021.

### Presenze e reti nei club
| Stagione        | Squadra          | Campionato      | Campionato | Campionato | Coppe nazionali | Coppe nazionali | Coppe nazionali | Coppe continentali | Coppe continentali | Coppe continentali | Altre coppe | Altre coppe | Altre coppe | Totale | Totale | Totale |
| Stagione        | Squadra          | Comp            | Pres       | Reti       | Comp            | Pres            | Reti            | Comp               | Pres               | Reti               | Comp        | Pres        | Reti        | Pres   | Reti   |        |
| --------------- | ---------------- | --------------- | ---------- | ---------- | --------------- | --------------- | --------------- | ------------------ | ------------------ | ------------------ | ----------- | ----------- | ----------- | ------ | ------ | ------ |
| 2019-2020       | Waldhof Mannheim | 3L              | 13         | 1          | CG              | 0               | 0               |                    | -                  | -                  |             | -           | -           | 13     | 1      |        |
| 2020-2021       | Schalke 04 II    | RL              | 33         | 2          |                 | -               | -               |                    | -                  | -                  |             | -           | -           | 33     | 2      |        |
| 2020-2021       | Schalke 04       | BL              | 4          | 1          | CG              | 0               | 0               |                    | -                  | -                  |             | -           | -           | 4      | 1      |        |
| Totale carriera | Totale carriera  | Totale carriera | 50         | 4          |                 | 0               | 0               |                    | -                  | -                  |             | -           | -           | 50     | 4      |        |

## Palmarès

### Club

#### Competizioni nazionali
- Campionato tedesco di seconda divisione: 1

Schalke 04: 2021-2022